# Mischa Barton
Mischa Anne Marsden-Barton (Hammersmith, Londres, Inglaterra, 24 de enero de 1986) es una actriz y modelo británica-estadounidense, conocida por su papel de Marissa Cooper en la serie de televisión estadounidense The O.C. (2003-2007).

## Biografía
Mischa es de origen irlandés por vía materna (Nuala Quinn) e inglés por vía paterna (Paul Marsden-Barton), es la segunda de tres hermanas (siendo Zoe la mayor y Hania la menor). La familia al completo se mudó de Inglaterra a Nueva York cuando Mischa tenía seis años de edad, razón por la cual la actriz no tiene acento inglés. En 1994 comenzó su formación teatral en el New York Theatre Workshop de la mano de reputados profesionales como James Lapine, Tony Kushner o Naomi Wallace. Posteriormente, completó su formación en la Professional Children's School de Manhattan (graduándose en 2004) y en los cursos de verano de la Royal Academy of Dramatic Art de Londres (2006). Posee la doble nacionalidad estadounidense desde el 3 de febrero de 2006. Desde 2007 reside en Hollywood Hills y en TriBeCa (Nueva York).

## Carrera profesional

### Como modelo
Desde muy temprana edad, Barton trabajó como modelo en campañas publicitarias (su primer trabajo, a los ocho años, fue una promoción de mermelada de uva) y para conocidas firmas de moda (en la agencia de modelos Ford Modeling coincidió con otra conocida actriz y modelo de su generación, Lindsay Lohan). A los once años posó para el prestigioso fotógrafo Steven Meisel en un reportaje que publicó la edición italiana de la revista Vogue. Desde entonces, ha sido imagen comercial de Calvin Klein (1997-1998), Gitano Jeans (1998-1999), Aéropostale (2004), Keds (2005-2007), Iceberg (2007-2008) y Herbal Essences (2009), entre otras firmas y marcas. En 2011, Barton se convirtió en la "madrina excepcional" de la diseñadora catalana Rosa Clará para su colección 2011 en el Barcelona Bridal Week. Junto a la cantante mexicana Paulina Rubio, se convirtieron en las estrellas protagonistas del desfile para celebrar los 15 años de la firma de vestidos de novia originaria de Barcelona.

### Como actriz
Obtuvo su primer papel a los nueve años en la obra teatral del Off-Broadway Slavs! (1995), dirigida por Tony Kushner, junto a la célebre actriz Marisa Tomei. En sus comienzos también intervino en el cortometraje Polio Water (1995), en el telefilme italiano Un angelo a Nueva York (New York Crossing) (1996) y en otros montajes teatrales del Off-Broadway —Twelve Dreams (1996), de James Lapine, en el Lincoln Center; Where the Truth Lies (1996), y One Flea Spare (1997), de Naomi Wallace, en el New York Public Theatre—. También tuvo una aparición episódica en un capítulo de la veterana serie de televisión All My Children, en 1996.
Su primer papel protagonista fue el de la locuaz Devon Stockard en la película Lawn Dogs (Inocencia rebelde) (1997), unánimemente aclamada por la crítica y premiada en los festivales de Montreal, Atenas, Sitges, Estocolmo y Bruselas. También tuvo un papel protagonista en la película Pups (1999), una moderna revisión del mito de Bonnie y Clyde, y dos roles secundarios en dos cintas, ambas de 1999, que en su momento cosecharon un resonante éxito comercial: la comedia romántica Notting Hill, protagonizada por Julia Roberts y Hugh Grant, y la película de terror El sexto sentido, de M. Night Shyamalan.
Tras intervenir en la tercera y última temporada de la serie Once and Again, emitida por el canal de televisión estadounidense ABC, y en el telefilme de la factoría Disney A Ring of Endless Light (Un mar de esperanza) (2002), consiguió el papel que le daría mayor fama: el de la "pobre niña rica" Marissa Cooper en la exitosa serie The O.C., que la FOX estrenó en agosto de 2003. A finales de ese mismo año intervendría también en el videoclip del tema musical Addicted, del cantante español Enrique Iglesias.
Barton encarnó al personaje de Marissa Cooper en 76 episodios de las tres primeras temporadas de la serie (2003–2006), y por su trabajo fue galardonada con dos premios Teen Choice Award (en 2004 y 2006).
Después de tres años dedicados por entero a la televisión, Barton se volcó en otro tipo de trabajos interpretativos (intervino en el videoclip del tema musical Goodbye My Lover, de James Blunt, junto al actor Matt Dallas) y especialmente en el cine, con títulos como Cerrando el círculo (2007), dirigida por Richard Attenborough, que supuso su primer desnudo en la pantalla; St. Trinian's (Supercañeras: el internado puede ser una fiesta) (2007); Aprendiz de caballero (2007), la última película producida por el veterano Dino de Laurentiis, o Assassination of a High School President (2007). Este último filme, protagonizado por Bruce Willis, fue presentado, en enero de 2008, en el Festival de Sundance, pero no pudo ser distribuido para su estreno en salas de cine porque la productora, Yari Film Group (YFG), entró en bancarrota; finalmente se comercializaría directamente en DVD en octubre de 2009. Barton también protagonizó la cinta You and I, dirigida por Roland Joffé y producida por las componentes del célebre dúo musical ruso t.A.T.u., que, pese a presentarse fuera de concurso en el Festival de Cannes de 2008, no llegaría a ser estrenada hasta enero de 2011. Similar suerte corrió otro título en el que participó la actriz en 2008: Don't Fade Away fue presentada en el Festival de Cannes en mayo de 2009 pero su estreno comercial se ha demorado y está previsto para finales de 2011.
Tras superar los problemas de salud que padeció en el verano de 2009, su retorno a la televisión, en septiembre de ese año, no repetiría el éxito obtenido con The O.C.: la serie The Beautiful Life (TBL), emitida por el canal CW Network y centrada en el mundo de las top models, fue cancelada tras la emisión del segundo episodio por los malos resultados de audiencia cosechados. El rodaje, que marchaba por el capítulo séptimo, se paralizó y solo en diciembre, tres meses después, se emitirían por Internet, con el patrocinio de Hewlett-Packard, los tres episodios que habían quedado grabados y montados.
En los dos últimos años ha rodado cuatro películas que han sido estrenadas: Bhopal: a Prayer for Rain (2009), centrada en la catástrofe química acaecida en la India en diciembre de 1984; el thriller Into the Darkness (2010); el melodrama Ben Banks (2010); la cinta de terror psicológico The Sibling (2010-2011), y el telefilme Offline (2011), que estrenará Lifetime Movie Network (LMN) en 2012. En septiembre de 2011 comenzó el rodaje de la película Apartment 1303 3D (Apartamento 1303), adaptación de una cinta de terror japonés.

## Vida personal
Mischa Barton era una actriz muy conocida en su época, y su amistad con celebrities como Ashley Tisdale, Brenda Song, Rachel Bilson (compañera de reparto en The O.C.), Nicole Richie, Sara Paxton o Hayden Christensen ha sido un foco de atención constante para la prensa. Las revistas de tendencias y las orientadas al público masculino también han puesto mucho interés en la actriz londinense: así, la revista People la incluyó en cinco ocasiones consecutivas (2003-2007) en su ranking de "50 Most Beautiful People" ("Las 50 personas más bellas"); Entertainment Weekly la nombró "It Girl" del año 2003 en su lista anual "It List" de personalidades más creativas de la industria del entretenimiento; FHM la incluyó en el ranking de su suplemento especial "100 Sexiest Women in the World" ("Las 100 mujeres más sexys del mundo"), sucesivamente en el puesto número 52 (2005) y en el 32 (2006); y Maxim la incluyó en el número 33 de su lista "Hot 100" de las mujeres más sexys en 2005, en el número 49 en 2007 y en el 22 en 2008.
En mayo de 2007 fue hospitalizada tras sufrir una reacción orgánica adversa al mezclar alcohol con un antibiótico que le había sido prescrito.
En la madrugada del 27 de diciembre de 2007 fue arrestada en West Hollywood (California) acusada de conducir bajo los efectos del alcohol y sin carné, y de posesión de marihuana. Tras pasar siete horas bajo arresto en comisaría y pagar una fianza de 10 000 dólares para evitar la prisión, fue juzgada por dos delitos menores (conducción sin licencia y bajo los efectos del alcohol) y condenada, en abril de 2008, a tres años de libertad condicional sin supervisión.
En julio de 2009, tras haber solicitado atención médica por una supuesta infección dental, fue ingresada contra su voluntad para su observación clínica en la unidad psiquiátrica del Cedars-Sinaí Medical Center de Los Ángeles (California). Su ingreso se produjo de acuerdo con lo previsto en la sección 5150 del Código de Asistencia Pública e Instituciones de California, que establece que un oficial competente (agente del orden público o paramédico) o un médico psiquiatra están facultados, firmando una declaración por escrito, para ordenar el ingreso clínico involuntario de una persona si consideran que sufre un trastorno mental (ya sea crónico o transitorio) que los incapacita gravemente o que puede poner en peligro a la propia persona que lo padece o a terceros. Según la actriz, todo se originó por un malentendido surgido tras las complicaciones de una sencilla operación a la que se sometió para extirparle una muela del juicio que al parecer le causaba infecciones y fuertes dolores. Barton reconoció haber agredido al personal de enfermería que pretendía inyectarle analgésicos para el tratamiento de una infección dental. «Sentía un gran dolor. (…) Me aterrorizan las agujas, y ellos querían atiborrarme de drogas y yo dije: «No, absolutamente no. No quiero estar aquí»", afirmaba la actriz en una entrevista. Su hospitalización forzosa, que se prolongó durante dos semanas, le impidió asistir en Nueva York al estreno limitado de su película Homecoming (Regreso inesperado), producida por su propia madre, Nuala Quinn.
Posteriormente, en enero de 2010, Barton fue demandada por su casero por negarse supuestamente a pagarle durante tres meses la renta de alquiler de su apartamento en TriBeCa (Nueva York), a razón de 7000 dólares mensuales.
En lo referente a su vida sentimental, se la ha relacionado con el cantante Cisco Adler, del grupo Whitestarr; con Taylor Locke, guitarrista de la banda de rock Rooney; con Brett Simon, que dirigió a la actriz en la película Assassination of a High School President; con el millonario heredero Brandon Davis; y con el cantante Luke Pritchard, líder del grupo indie The Kooks, con quien mantuvo una relación hasta marzo de 2009. Posteriormente también ha sido relacionada con el DJ inglés Ali Love.
Por otro lado, la actriz ha aprovechado la fama alcanzada a través de su profesión para involucrarse en causas sociales: así, ha sido portavoz de Climate Star, una ONG que combate el calentamiento global a través del activismo social y legislativo; y ha colaborado con la multinacional QVC, Fashion Footwear Charitable Foundation y Entertainment Industry Foundation en campañas de recaudación de fondos para la lucha contra el cáncer en mujeres.

## Filmografía

### Cine
| Año  | Título                                   | Rol                   | Notas        |
| ---- | ---------------------------------------- | --------------------- | ------------ |
| 1995 | Polio Water                              | Diane                 | Cortometraje |
| 1997 | Lawn Dogs                                | Devon Stockard        |              |
| 1999 | Pups                                     | Rocky                 |              |
| 1999 | Notting Hill                             | Actriz de 12 años     |              |
| 1999 | The Sixth Sense                          | Kyra Collins          |              |
| 2000 | Paranoid                                 | Theresa               |              |
| 2000 | Skipped Parts                            | Maurey Pierce         |              |
| 2001 | Lost and Delirious                       | Mary 'Mouse' Bedford  |              |
| 2001 | Julie Johnson                            | Lisa Johnson          |              |
| 2001 | Tart                                     | Grace Bailey          |              |
| 2003 | Octane                                   | Natasha 'Nat' Wilson  |              |
| 2006 | The Oh in Ohio                           | Kristen Taylor        |              |
| 2007 | Closing the Ring                         | Joven Ethel Ann       |              |
| 2007 | St Trinian's                             | JJ French             |              |
| 2007 | Virgin Territory                         | Pampinea              |              |
| 2008 | Assassination of a High School President | Francesca Fachini     |              |
| 2009 | Walled In                                | Sam Walczak           |              |
| 2009 | Homecoming                               | Shelby Mercer         |              |
| 2010 | Don't Fade Away                          | Kat                   |              |
| 2011 | You and I                                | Lana                  |              |
| 2012 | Into the Dark                            | Sophia Monet          |              |
| 2012 | Ben Banks                                | Amy                   |              |
| 2012 | Apartment 1303 3D                        | Lara Slate            |              |
| 2013 | Bhopal: A Prayer for Rain                | Eva Gascon            |              |
| 2013 | A Resurrection                           | Jessie                | Productora   |
| 2014 | Zombie Killers: Elephant's Graveyard     | Toni                  |              |
| 2014 | Mining for Ruby                          | Jessica King          |              |
| 2014 | Hope Lost                                | Alina                 |              |
| 2015 | L.A. Slasher                             | La Actriz             |              |
| 2015 | Checkmate                                | Lauren Campbell       |              |
| 2015 | The Hoarder                              | Ella                  |              |
| 2015 | Swat Unit: 877                           | Agente Melanie Hamlin |              |
| 2015 | American Beach House                     | Srta. Maureen         |              |
| 2015 | Starcrossed                              | Kat                   |              |
| 2015 | Operator                                 | Pamela Miller         |              |
| 2016 | Deserted                                 | Jae                   |              |
| 2017 | Monsters at Large                        | Katie Parker          |              |
| 2017 | The Executor                             | Tara                  |              |
| 2018 | The Malevolent                           | Srta. Lowell          |              |
| 2018 | The Basement                             | Kelly Owen            |              |
| 2018 | The Toybox                               | Samantha              |              |
| 2018 | Ouija House                              | Samantha              |              |
| 2018 | Papa                                     | Jennifer              |              |
| 2018 | Painkillers                              | La Chica              |              |
| 2018 | The Cat and the Moon                     | Jessica Petersen      |              |
| 2020 | Spree                                    | London                |              |
| 2023 | Invitation to a Murder                   | Miranda Green         |              |

### Televisión
| Año     | Título                                  | Rol                           | Notas                               |
| ------- | --------------------------------------- | ----------------------------- | ----------------------------------- |
| 1995    | All My Children                         | Lily Montgomery               | 1 episodio                          |
| 1996    | New York Crossing                       | Drummond                      | Película                            |
| 1996–97 | KaBlam!                                 | Betty Ann Bongo (voz)         | Recurrente (15 episodios)           |
| 2000    | Frankie & Hazel                         | Francesca 'Frankie' Humphries | Película                            |
| 2001–02 | Once and Again                          | Katie Singer                  | Recurrente (8 episodios)            |
| 2002    | A Ring of Endless Light                 | Vicky Austin                  | Película                            |
| 2003    | Fastlane                                | Simone Collins                | Episodio: "Simone Says"             |
| 2003–06 | The O. C.                               | Marissa Cooper                | Rol principal (76 episodes)         |
| 2009    | The Beautiful Life                      | Sonja Stone                   | Rol principal (5 episodes)          |
| 2010    | Law & Order: Special Victims Unit       | Gladys Dalton                 | Episodio: "Savior"                  |
| 2012    | Cyberstalker                            | Aiden Ashley                  | Película                            |
| 2016    | Recovery Road                           | Olivia                        | Episodio: "Parties Without Borders" |
| 2016    | Dancing with the Stars (Estados Unidos) | Ella misma                    | Participante (temporada 22)         |
| 2017    | The Joneses Unplugged                   | Rebecca Jones                 | Película                            |
| 2019    | The Hills: New Beginnings               | Ella misma                    | Reality de TV                       |
| 2021    | Holiday Twist                           | Connie                        | Película de Navidad                 |
| 2023    | Neighbours                              | Reece Sinclair                | Rol invitada                        |

### Videos musicales
| Año  | Título                   | Rol             | Artista                            |
| ---- | ------------------------ | --------------- | ---------------------------------- |
| 2003 | "Addicted"               | Interés amoroso | Enrique Iglesias                   |
| 2005 | "Goodbye My Lover"       | Novia           | James Blunt                        |
| 2012 | "Everybody's on the Run" | Chica           | Noel Gallagher's High Flying Birds |
| 2014 | "Coming Through"         | Ella misma      | Willis Earl Beal                   |
| 2017 | "Turn It Off"            | Chica           | Deap Vally                         |

### Teatro
| Año  | Título               | Rol    | Notas          |
| ---- | -------------------- | ------ | -------------- |
| 1995 | Slavs!               | Vodya  |                |
| 1995 | Twelve Dreams        | Emma   |                |
| 1996 | Where the Truth Lies | Cinda  |                |
| 1997 | One Flea Spare       | Morse  |                |
| 2012 | Steel Magnolias      | Shelby | Gaeity Theatre |